# Leonid Osipov
Leonid Michajlovič Osipov (in russo Леонид Михайлович Осипов?; Mosca, 6 febbraio 1943 – 5 novembre 2020) è stato un pallanuotista sovietico, vincitore di una medaglia d'oro alle olimpiadi di Monaco 1972, una d'ergento a Città del Messico 1968 ed una di bronzo a Tokyo 1964.